# Isohypsibius malawiensis
Isohypsibius malawiensis är en djurart som tillhör fylumet trögkrypare, och som beskrevs av Jørgensen 2002. Isohypsibius malawiensis ingår i släktet Isohypsibius och familjen Hypsibiidae. Inga underarter finns listade i Catalogue of Life.